# 范布倫縣 (密歇根州)
范布倫縣（英語：Van Buren County）是美国密西根州西南部的一個縣，西鄰密歇根湖，面積2,824平方公里。根據2020年美國人口普查，共有人口75,587人。縣治波波（Paw Paw）。該縣建於1829年10月29日，以紀念安德鲁·杰克逊總統的國務卿和副總統马丁·范布伦。